# Gastrioceras
Gastrioceras is een geslacht van uitgestorven cephalopode weekdieren dat leefde tijdens het Carboon.

## Beschrijving
Deze ammonietachtige had een matig involute schelp met een wijde diepe navel en een brede vloeiend ronde buikzijde. De windingen waren sterk zijdelings samengedrukt. De met knobbels versierde zijwanden gingen verder als ribben over de buik. De sutuurlijn bevatte enkele sterke bochten: de afgeronde, naar voren gerichte zadels en de spitse, naar achteren gerichte lobben. De diameter van de schelp bedroeg ongeveer zeven centimeter.

## Soorten
- Gastrioceras (Lissogastrioceras) adaense Miller & Owen 1944 †
- Gastrioceras (Lissogastrioceras) fittsi Miller & Owen 1944 †
- Gastrioceras formosum McCaleb 1963 †
- Gastrioceras glenisteri Nassichuk 1975 †
- Gastrioceras liratum Nassichuk 1975 †
- Gastrioceras listeri Sowerby 1812 †
- Gastrioceras magoffinense Work et al. 2012 †
- Gastrioceras melvillensis Nassichuk 1975 †
- Gastrioceras montgomeryense Miller & Gurley 1896 †
- Gastrioceras noduliferum Reed 1944 †
- Gastrioceras occidentale Miller & Faber 1892 †
- Gastrioceras planorbiformis Shumard 1855 †
- Gastrioceras prone Miller & Owen 1937 †
- Gastrioceras retiferum Miller & Owen 1937 †
- Gastrioceras richthofeni Frech 1911 †
- Gastrioceras williamsi Miller & Cline 1934 †